# Solberga och Ålem
Solberga och Ålem est une localité de Suède dans la commune de Mönsterås située dans le comté de Kalmar.
Sa population était de 190 habitants en 2019.